# Bill Rancic
William "Bill" Rancic (16 de mayo de 1971) es un empresario estadounidense de origen croata, conocido por ser el primer candidato contratado por The Trump Organization tras el final de la primera temporada del reality show de Donald Trump, The Apprentice. Desde 2011, es la estrella del reality show Giuliana and Bill junto con su esposa Giuliana Rancic, y el presentador de America Now con Leeza Gibbons.
Rancic es un orador motivacional, le interesan las causas humanitarias y es un promotor inmobiliario de Chicago.